# Оулавюр Рагнар Гримссон
О́улавюр Ра́гнар Гри́мссон (исл. Ólafur Ragnar Grímsson; МФА: ˈouːlavʏr ˈraknar ˈkrimsɔnо файле, род. 14 мая 1943, Исафьордюр, Исландия) — исландский политический и государственный деятель; пятый президент Исландии (с 1 августа 1996 года по 1 августа 2016 года).

## Биография
Родился 14 мая 1943 года в Исафьордуре, в семье парикмахера. Отец — Гримюр Кристгейрссон (исл. Grímur Kristgeirsson), мать — Сванхильдюр Оулафсдоуттир Хьяртар (исл. Svanhildur Ólafsdóttir Hjartar).
В 1962 году окончил Рейкьявикскую среднюю школу второй ступени, после чего отправился на обучение в Великобританию, в Манчестерский университет, где в 1965 году получил степень бакалавра экономики и политологии. В 1970 году стал первым исландцем, получившим степень доктора философии в области политологии.
В 1971—1988 годах — преподавал в Исландском университете. С 1973 года был профессором политологии в Исландском университете.  В 1984 году был одним из трёх левых интеллектуалов, участвовавших в дебатах с Милтоном Фридманом в Исландском университете.

## Политическая карьера
Политическая карьера Оулавюра началась в 1966 году, после вступления в исландскую молодёжную организацию «Прогрессивной партии».
В 1976 году он стал членом партии левого толка «Народный союз», ведущей своё происхождение от Коммунистической партии Исландии. Впервые избран депутатом альтинга по результатам парламентских выборов 1978 года, с 1980 по 1983 год возглавлял парламентскую фракцию «Народный союз».
В 1981—1984 годах — член Парламентской Ассамблеи Совета Европы.
В 1983—1987 годах — председатель Исполнительного комитета, а в 1987—1995 годах — лидер партии «Народный союз».
Популярность принесли ему политические передачи на радио и телевидении. Он писал статьи в партийную печать. Став одним из самых узнаваемых политиков в стране, на тот момент председатель партии «Народный союз», Оулавюр Рагнар Гримссон в 1988—1991 годах занимал пост министра финансов в правительстве Стейнгримюра Германнссона. Занимая эту должность, сумел добиться значительного сокращения инфляции и считается «отцом экономической стабилизации».

## Президентство

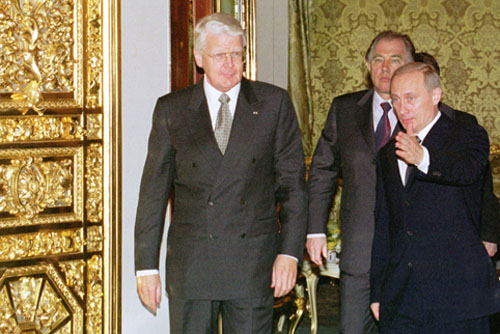
Оулавюр с Президентом России Владимиром Путиным в Московском кремле, 19 апреля 2002 года.

По результатам выборов 29 июня 1996 года Оулавюр Рагнар Гримссон был избран пятым президентом Республики и вступил в должность 1 августа. На выборах он представлял партию «Народный союз». За него проголосовали 40,9 % избирателей.
В августе 2000 года автоматически остался на следующий срок по причине отсутствия других кандидатов на выборах.
Ещё через 4 года, в 2004 году, ему за президентское кресло пришлось побороться, но и в этот раз он выиграл президентскую гонку с результатом 67,5 % голосов и таким образом был избран на третий срок.
В 2008 году ещё раз остался на следующий срок в связи с отсутствием других кандидатов на выборах. Переизбран на выборах 2012 года на пятый срок.
В 2010 году стал первым в истории Исландии президентом, наложившим вето на закон, принятый Альтингом. Закон был принят под давлением Великобритании и Нидерландов и касался возвращения из государственного бюджета долгов частных исландских банков, которые обанкротились во время финансового кризиса 2008 года. Президент отказался подписывать закон, и в соответствии со статьёй 26 Конституции Исландии вынес этот вопрос на референдум. Как утверждал Оулавюр Гримссон, «Исландии угрожали, что она станет „северной Кубой“, если не примет условия, но этот вариант предпочтительнее, чем уготовленный МВФ сценарий „северного Гаити“».
Как президент Исландии является гроссмейстером ордена Исландского сокола.
В 2002 году посетил Россию с официальным визитом. Награждён орденом Святого равноапостольного князя Владимира (II степени) Русской православной церкви.

## Семья
Был женат дважды. Со своей первой женой, Гвюдрун Катрин Торбергсдоуттир (исл. Guðrún Katrín Þorbergsdóttir; 14 августа 1934 — 12 октября 1998), он познакомился в начале 1970-х годов. После женитьбы в 1974 году у четы в 1975 году родились две дочери-близнеца — Далла и Тинна.
Гвюдрун Катрин была очень популярной женщиной в Исландии. Поговаривают, что избрание Оулавюра Рагнара Гримссона президентом во многом заслуга его жены. Но в 1998 году семью президента постигло несчастье — первая леди страны умерла от лейкемии.
Спустя 5 лет Оулавюр Гримссон решился на второй брак. Его избранницей стала уроженка Израиля Доррит Муссайефф.

## Награды
Награды Исландии
| Страна   | Дата вручения  | Награда                                               | Награда                                               | Литеры |
| -------- | -------------- | ----------------------------------------------------- | ----------------------------------------------------- | ------ |
| Исландия | 1 августа 1996 | Гроссмейстер и кавалер цепи ордена Исландского сокола | Гроссмейстер и кавалер цепи ордена Исландского сокола |        |

Награды иностранных государств
| Страна   | Дата вручения  | Награда                                                                     | Награда                                                                     | Литеры  |
| -------- | -------------- | --------------------------------------------------------------------------- | --------------------------------------------------------------------------- | ------- |
| Дания    | 18 ноября 1996 | Рыцарь ордена Слона                                                         | Рыцарь ордена Слона                                                         | RE      |
| Норвегия | 1998           | Кавалер Большого креста ордена Святого Олафа                                | Кавалер Большого креста ордена Святого Олафа                                |         |
| Латвия   | 1998           | Кавалер Большого креста ордена Трёх звёзд                                   | Кавалер Большого креста ордена Трёх звёзд                                   |         |
| Эстония  | 3 июня 1998    | Кавалер цепи ордена Креста земли Марии                                      | Кавалер цепи ордена Креста земли Марии                                      |         |
| Литва    | 10 июня 1998   | Кавалер Большого креста ордена Витаутаса Великого                           | Кавалер Большого креста ордена Витаутаса Великого                           |         |
| РПЦ      | 2002           | Кавалер ордена святого равноапостольного великого князя Владимира 2 степени | Кавалер ордена святого равноапостольного великого князя Владимира 2 степени |         |
| Швеция   | 2003           | Рыцарь ордена Серафимов                                                     | Рыцарь ордена Серафимов                                                     | RSerafO |
| Эстония  | 28 апреля 2004 | Кавалер цепи ордена Белой звезды                                            | Кавалер цепи ордена Белой звезды                                            |         |
| Швеция   | 30 апреля 2016 | Памятная медаль к 70-летию короля Швеции Карла XVI Густава                  | Памятная медаль к 70-летию короля Швеции Карла XVI Густава                  |         |